# 5413 Smyslov
5413 Smyslov eller 1977 EC2 är en asteroid i huvudbältet som upptäcktes den 13 mars 1977 av den rysk-sovjetiske astronomen Nikolaj Tjernych vid Krims astrofysiska observatorium på Krim. Den har fått sitt namn efter Vasilij Smyslov.
Asteroiden har en diameter på ungefär 17 kilometer och den tillhör asteroidgruppen Themis.